# Daniela Meuli
Daniela Meuli (Davos, 6 november 1981) is een voormalig snowboardster uit Zwitserland. Ze vertegenwoordigde haar vaderland op de Olympische Winterspelen 2002 in Salt Lake City en de Olympische Winterspelen 2006 in Turijn. 

## Resultaten

### Olympische Winterspelen
| Jaar | Plaats         | Resultaten               |
| ---- | -------------- | ------------------------ |
| 2002 | Salt Lake City | 20e Parallelreuzenslalom |
| 2006 | Turijn         | Parallelreuzenslalom     |

### Wereldkampioenschappen
| Jaar | Plaats             | Resultaten                                  |
| ---- | ------------------ | ------------------------------------------- |
| 2003 | Kreischberg        | 10e Parallelreuzenslalom 22e Parallelslalom |
| 2005 | Whistler Blackcomb | 5e Parallelreuzenslalom · Parallelslalom    |

### Wereldbeker
Eindklasseringen
| Seizoen   | Algemeen         | Parallel- reuzenslalom | Parallelslalom    | Parallel           |
| --------- | ---------------- | ---------------------- | ----------------- | ------------------ |
| 2000/2001 | 91e 61,00 punten |                        | 33e 798,00 punten |                    |
| 2001/2002 | -                | 29e 1130,00 punten     | 63e 50,00 punten  | 6e 1900,00 punten  |
| 2002/2003 | -                | -                      | -                 | 10e 3840,00 punten |
| 2003/2004 | -                | -                      | -                 | · 11890,00 punten  |
| 2004/2005 |                  | -                      | -                 | · 10650,00 punten  |
| 2005/2006 | · 8400,00 punten | -                      | -                 | · 8400,00 punten   |

| - | Dit seizoen niet deelgenomen aan dit onderdeel. |
|   | Onderdeel werd dit seizoen niet gehouden.       |

Wereldbekerzeges
| Datum            | Plaats          | Onderdeel            |
| ---------------- | --------------- | -------------------- |
| 8 januari 2002   | Arosa           | Parallelreuzenslalom |
| 26 december 2003 | Landgraaf       | Parallelslalom       |
| 4 december 2003  | Tandådalen      | Parallelreuzenslalom |
| 10 januari 2004  | Alpe d'Huez     | Parallelreuzenslalom |
| 3 februari 2004  | Maribor         | Parallelreuzenslalom |
| 8 februari 2004  | Berchtesgaden   | Parallelreuzenslalom |
| 20 februari 2004 | Sapporo         | Parallelreuzenslalom |
| 5 maart 2004     | Mount Bachelor  | Parallelreuzenslalom |
| 14 maart 2004    | Bardonecchia    | Parallelreuzenslalom |
| 24 oktober 2004  | Landgraaf       | Parallelslalom       |
| 7 januari 2005   | Sint-Petersburg | Parallelslalom       |
| 1 februari 2005  | Maribor         | Parallelreuzenslalom |
| 6 februari 2005  | Winterberg      | Parallelslalom       |
| 18 februari 2005 | Sapporo         | Parallelreuzenslalom |
| 19 februari 2005 | Sapporo         | Parallelslalom       |
| 25 februari 2005 | Sungwoo Resort  | Parallelslalom       |
| 3 maart 2005     | Lake Placid     | Parallelreuzenslalom |
| 18 december 2005 | Le Relais       | Parallelreuzenslalom |
| 8 januari 2006   | Kreischberg     | Parallelreuzenslalom |
| 15 januari 2006  | Kronplatz       | Parallelreuzenslalom |
| 1 maart 2006     | Shukolovo       | Parallelslalom       |
| 19 maart 2006    | Furano          | Parallelreuzenslalom |

### Europabeker
Eindklasseringen
| Seizoen   | Algemeen         | Parallel- reuzenslalom | Parallel          |
| --------- | ---------------- | ---------------------- | ----------------- |
| 2000/2001 | -                | 42e 70,00 punten       | -                 |
| 2001/2002 | 37e 60,00 punten | 58e 60,00 punten       | -                 |
| 2005/2006 | -                | · 1000,00 punten       | 4e 1500,00 punten |

Europabekerzeges
| Datum            | Plaats          | Onderdeel            |
| ---------------- | --------------- | -------------------- |
| 10 december 2005 | Haus im Ennstal | Parallelreuzenslalom |
| 11 december 2005 | Haus im Ennstal | Parallelreuzenslalom |
| 29 december 2005 | Bischofswiesen  | Parallelreuzenslalom |

### Noord-Amerikabeker
Eindklasseringen
| Seizoen   | Parallel          |
| --------- | ----------------- |
| 2001/2002 | -                 |
| 2003/2004 | 31e 300,00 punten |

Noord-Amerikabekerzeges
| Datum         | Plaats            | Onderdeel            |
| ------------- | ----------------- | -------------------- |
| 9 maart 2002  | Waterville Valley | Parallelslalom       |
| 10 maart 2002 | Waterville Valley | Parallelreuzenslalom |